# Ignacio Tabuyo
Ignacio Tabuyo Muro (Rentería, 18 de octubre de 1863-San Sebastián, 26 de marzo de 1947) fue un barítono, compositor y maestro de canto español.

## Biografía
Comenzó estudiando arquitectura en San Sebastián, pero pronto decidió dedicarse al canto, para lo que se trasladó a Italia, primero a Padua y después a Milán, donde recibió clases de Antonio Selva. Su debut se produjo en el Teatro Grande de Brescia en La favorita. Posteriormente cantó en otras ciudades italianas, ampliando su repertorio de barítono con varias óperas de Verdi (Aida, Il trovatore o Ernani). Debutó en el Teatro Real de Madrid iniciando la temporada 1889-90 en el papel de Telramund en Lohengrin, junto a Teresa Arkel y Julián Gayarre. A raíz de aquellas funciones, entabló una estrecha amistad con Gayarre, lo que le llevó a acompañar al tenor navarro en los últimos momentos de su vida, y a cantar en su homenaje póstumo, en una pieza compuesta por Emilio Arrieta.
En los años siguientes fue habitual del Teatro Real, en el que apareció junto a Angelo Masini o Francesco Tamagno. En 1899 cantó en el Teatro Colón de Buenos Aires junto a Enrico Caruso.
Simultáneamente a su carrera de intérprete, Tabuyo comenzó a componer, especialmente adaptaciones de canciones populares vascas (zorcicos, especialmente La del pañuelo rojo) y gallegas. Desde 1909 comenzó a dar clases de canto en el Conservatorio de Madrid, y en 1920, ya retirado de los escenarios, obtuvo una plaza de profesor titular, creando también una academia particular en su domicilio de Madrid. Entre sus alumnos se pueden contar algunos nombres importantes de la lírica española de principios del siglo XX, como Marcos Redondo, Matilde Revenga, Fidela Campiña o Celestino Sarobe.